# Бхакти-ратнакара

Обложка английского издания книги

«Бха́кти-ратнака́ра» («Океан самоцветов преданного служения») — книга авторства кришнаитского святого Нарахари Чакраварти, в которой описываются жизнь и деяния основоположника гаудия-вайшнавизма Чайтаньи Махапрабху, его сподвижников и их учеников. В гаудия-вайшнавизме, «Бхакти-ратнакара» почитается как священное писание, достоверно описывающее жизнь великих вайшнавских кришнаитских святых.
Бо́льшая часть книги посвящена описанию жизни известных кришнаитских деятелей после ухода Чайтаньи в 1534 году. Особое внимание уделяется жизни таких великих кришнаитских ачарьев, как Шриниваса Ачарья и Нароттама Даса. В «Бхакти-ратнакаре» живо передаётся атмосфера, царившая в кругу сподвижников Чайтаньи после его ухода, описывается как кришнаиты распространяли его учение, в особенности в Бенгалии.
В книге описывается много интересных историй из жизни жены Нитьянанды Джахнавы и её сына Вирачандры (в частности, их паломничество во Вриндавану), повествуется о том, как Гопала Бхатта Госвами основал храм Радха-рамана. В книге содержится описание парикрамы по святым местам Навадвипы под водительством Ишаны Тхакура (в котором описываются сокровенные лилы раннего периода жизни Чайтаньи), а также описание Враджа-мандалы парикрамы с Рагхавой Пандитом. В книге приводятся письма Дживы Госвами Шринивасе Ачарье и описание паломничества последнего в Пури.
Кроме множества интересных историй и духовных лил, в книге описываются взаимоотношения вайшнавов после ухода Чайтаньи, духовная атмосфера, царившая в их среде, то, как они почтительно относились друг к другу и проявленное ими смирение. Автор книги, Нарахари Чакраварти, хотя и был чистым и возвышенным вайшнавом, представляет себя как никчёмную и бесполезную личность, сравнивая себя с горсткой пепла. В гаудия-вайшнавизме считается, что слушая о лилах Чайтаньи и его сподвижников от такое чистой и смиренной личности, как Нарахари Чакраварти, человек способен очистить своё сердце и развить чистую любовь к Богу.
В книге также повествуется о трудностях, испытанных вайшнавами после ухода Чайтаньи. Трудности, которые увеличились после того, как наиболее близкие спутники Чайтаньи, такие как Рупа Госвами и Санатана Госвами оставили этот мир. Во всех случаях, молодые вайшнавы получали поддержку со стороны тех спутников Чайтаньи, которые ещё оставались в живых, а также от уже ушедших вайшнавов, которые являлись во сне и давали свои наставления.
В книгу входят много религиозных песен (бхаджанов). Одни из них авторства самого Нарахари Чакраварти, а другие — Нарахари Саракары. Иногда трудно определить, какие части «Бхакти-ратнакары» принадлежат перу Нарахари Саракары, и цитируются Нарахари Чакраварти, а какие написаны самим Нарахари Чакраварти. Определение авторства усложняется тем, что оба автора были тёзками и часто подписывались просто «Эту песню пропел Нарахари», что приводит к определённому замешательству касательно авторства тех или иных частей книги, хотя оба Нарахари почитаются в гаудия-вайшнавизме как великие святые-вайшнавы.

## Содержание
Книга делится на 15 глав, или «волн океана бхакти»:
Первая волна
Мангалачарана: описание великих вайшнавов, которые пришли перед Дживой Госвами, список книг, написанных Госвами Вриндаваны, краткое описание рождения и жизни Шринивасы Ачарьи.
Вторая волна
История о том, как Випра Чайтанья Даса совершил паломничество в Пури, где исполнились его духовные желания. Описание рождения Шринивасы Ачарьи, и подробное описание его отца и его сыновей. История о том, как во Вриндаване проявилось божество Говинды.
Третья волна
Описание паломничества Шринивасы в Пури. Печаль Шринивасы после ухода Чайтаньи Махапрабху. Чайтанья даёт наставления Шринивасе во сне. Близкие спутники Чайтаньи дают милость Шринивасе. Возвращение Шринивасы в Бенгалию.
Четвёртая волна
Путешествие Шринивасы в Бенгалию. Встреча Шринивасы со вдовой Чайтаньи Вишнуприей и другими сподвижниками Чайтаньи. Описание паломничества Шриниваса во Вриндавану и другие святые места.
Пятая волна
Шриниваса и Нароттама Даса совершают Враджа-мандала парикраму в обществе Рагхавы Пандита. Описание сокровенных лил Чайтаньи и Нитьянанды.
Шестая волна
Паломничество Шьямананды Пандита во Враджу. Шьямананда получает даршан божеств Мадана-Гопалы и Говинды. Шриниваса покидает Враджу, взяв с собой книги Госвами Вриндаваны.
Седьмая волна
Описание истории о том, как книги Госвами были украдены у Шринивасы в Вишнупуре. Шриниваса Ачарья дарует милость царю Вире Хамвире. Шьямананда Пандит отправляется в Ориссу.
Восьмая волна
Описание путешествия Нароттамы Дасы в Бенгалию и затем в Пури. Встреча Нароттамы с Шринивасой в Пури. Рамачандра Кавирадж и другие вайшнавы становятся учениками Шринивасы.
Девятая волна
Шриниваса Ачарья учит по книгам Госвами и возвращается во Вриндавану.
Десятая волна
Описание большого вайшнавского фестиваля в Кхетури.
Одиннадцатая волна
Джахнава Деви покидает Враджу, прибывает в Кхетури, затем отправляется в Экачакру, где ваяет божество, потом уходит в Кададаху.
Двенадцатая волна
Шриниваса Ачарья вместе с другими тремя вайшнавами путешествуют в Надию. В этом контектсе описываются много интересных историй, начиная с истории свадьбы Нитьянанды.
Тринадцатая волна
Шриниваса Ачарья женится во второй раз. Свадьба Вирачандры Прабху. В сопровождении своих спутников, Шриниваса Ачарья совершает паломничество во Враджу и затем возвращается в Бенгалию.
Четырнадцатая волна
Шриниваса Ачарья вместе со своими спутниками проводит огромный фестиваль в Боракули-граме, во время которого «все погружаются в океан санкиртаны». Описание ряда историй, произошедших на фестивале.
Пятнадцатая волна
Лилы Шьямананды Пандита и его спутников в Ориссе. Шьямананда дарует чистую бхакти богохульникам.